# Ulotrichopus dinawa
Ulotrichopus dinawa är en fjärilsart som beskrevs av George Thomas Bethune-Baker 1906. Ulotrichopus dinawa ingår i släktet Ulotrichopus och familjen nattflyn. Inga underarter finns listade i Catalogue of Life.